# Rozerotte
Rozerotte là một xã, nằm ở tỉnh Vosges trong vùng Grand Est của Pháp. Xã này có diện tích 6,46 km², dân số năm 1999 là 185 người. Xã này nằm ở khu vực có độ cao trung bình 309 m trên mực nước biển.
Dân địa phương tiếng Pháp gọi là Rozérois.

## Biến động dân số
| 1962                                         | 1968 | 1975 | 1982 | 1990 | 1999 |
| -------------------------------------------- | ---- | ---- | ---- | ---- | ---- |
| 174                                          | 190  | 173  | 230  | 217  | 185  |
| Số liệu từ năm 1962: Dân số không tính trùng |      |      |      |      |      |